# Cementerio São Paulo

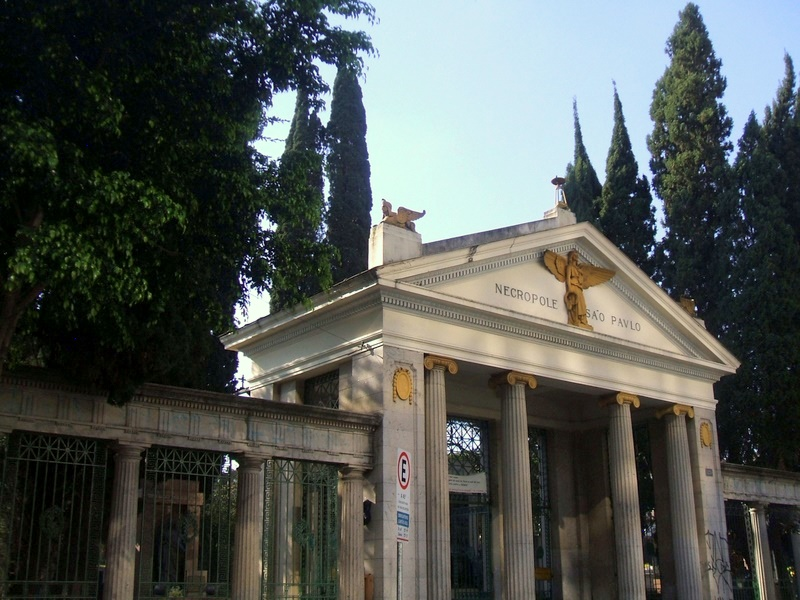
Entrada principal por la Rua Cardeal Arcoverde

El Cementerio São Paulo, también conocido como Necrópolis São Paulo, es uno de los principales y más antiguos cementerios de la ciudad de São Paulo, Brasil. Fue fundado el 14 de enero de 1926.
Situado en la Rúa Cardeal Arcoverde, entre los distritos de Pinheiros y Vila Madalena. El cementerio fue diseñado debido a la sobrepoblación de los cementerios aristocráticos de Consolación y Araçá, convirtiéndose en un nuevo lugar para albergar las tumbas de la élite paulista.  Tiene una superficie de 104.000 metros cuadrados y ha registrado más de 140.000 entierros desde su fundación. 
Alberga un gran número de mausoleos y monumentos funerarios diseñados por renombrados escultores como Victor Brecheret, Galileo Emendabili y Luigi Brizzolara, algunos de los cuales destacan como obras de referencia del arte funerario en el país..
Es mantenido por la empresa Cortel São Paulo, que administra y mantiene otros cuatro cementerios en la ciudad: Cemitério Dom Bosco, Vila Nova Cachoeirinha, Santo Amaro y Araçá.

## Historia

### Hacinamiento en los cementerios de São Paulo
Después de la creación del Cementerio de la Consolación, en 1858, la práctica de enterrar a las personas en las criptas de las iglesias, criticada por motivos sanitarios desde 1820, llegó a su fin en São Paulo. La secularización de los entierros representó también el fin de la costumbre de marcar la posición social de los difuntos ubicándolos dentro de iglesias, más o menos cerca del altar. El llamado Cementerio Municipal acogía a todos los estratos sociales, desde los esclavos hasta los campesinos. En este contexto, surgió la costumbre recurrente entre la élite paulista de honrar a los amigos y familiares difuntos con tumbas monumentales, acordes con su importancia social, como forma de perpetuar tras la muerte la distinguida posición social adquirida en vida. 

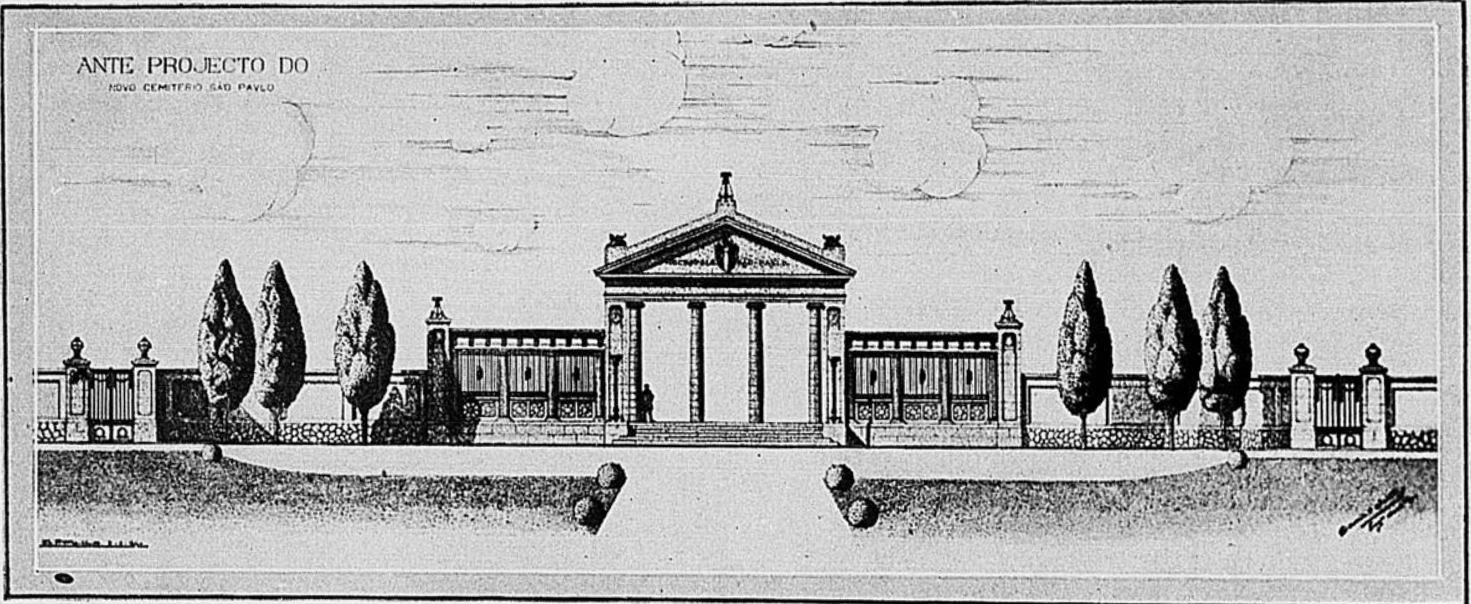
Diseño de la fachada principal por el estudio Dacio & Winter en 1921.

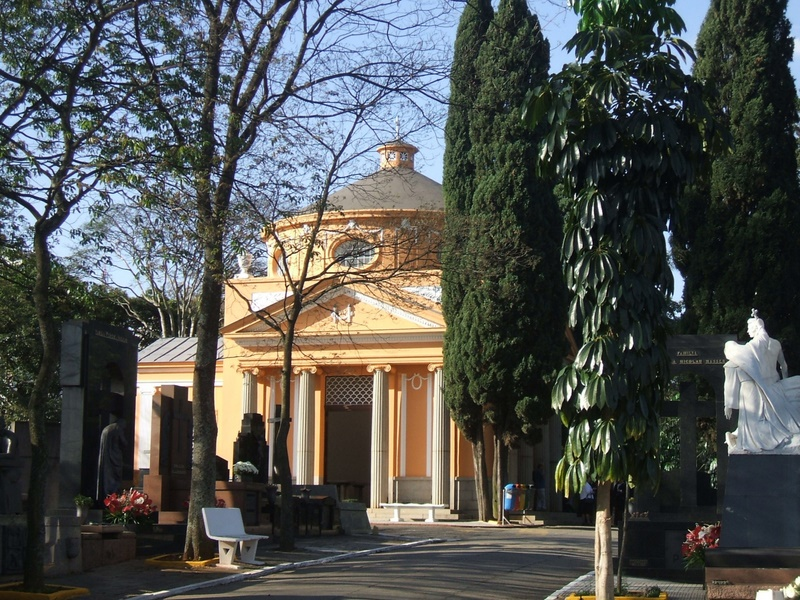
Capilla del Cementerio São Paulo.

Entre finales del siglo XIX y principios del siglo XX, la prosperidad derivada de las plantaciones de café y la incipiente industrialización provocaron profundos cambios en el perfil socioeconómico de la ciudad. La creación de nuevos cementerios durante este período -como Araçá (1887), el Quarta Parada (1893) y el Chora Menino (1897)- permitió la "estratificación social" del negocio funerario.  Rodeados de incipientes barrios de clase alta, los cementerios de la Consolación y Araçá pasaron por un proceso de elitización, consolidado en las dos primeras décadas del siglo XX. Se convirtieron en "museos de arte" al aire libre, albergando un gran número de lujosas tumbas y monumentos funerarios encargados por barones del café, industriales, intelectuales, médicos, juristas y personalidades públicas a escultores de renombre.
Con el hacinamiento del Cementerio de la Consolação y la ocupación del área verde adyacente al Cementerio de Araçá, surgió la necesidad de un nuevo lugar para enterrar a la élite económica y social de la ciudad. El Cementerio São Paulo surgiría así como una "extensión" de estas dos necrópolis.

### Diseño y construcción
Los planes para su construcción se remontan a 1920, cuando el ayuntamiento autorizó la compra de los terrenos propiedad de los sacerdotes pasionistas, en el barrio de Pinheiros.
La fachada principal, la capilla y los muros fueron proyectados por los ingenieros Dacio Aguiar de Moraes y Guilherme Winter.
El cementerio fue construido por el maestro de obras Caetano Antônio Bastianetto y trabajadores españoles, italianos y portugueses, que se convirtieron en los primeros residentes del naciente barrio de Vila Madalena.  El cementerio fue inaugurado el 14 de enero de 1926, último año de gobierno del alcalde Firmiano de Morais Pinto.
En las décadas siguientes, a las tumbas de las familias tradicionales de la ciudad se sumaron tumbas, mausoleos y monumentos encargados por familias inmigrantes de éxito, especialmente de las comunidades italiana y Sirio-libanesa, con el objetivo de consolidar su recién adquirida posición social, así como artistas, militares, deportistas, pequeños y medianos empresarios que habían prosperado tras la instauración de la sociedad del trabajo libre. 

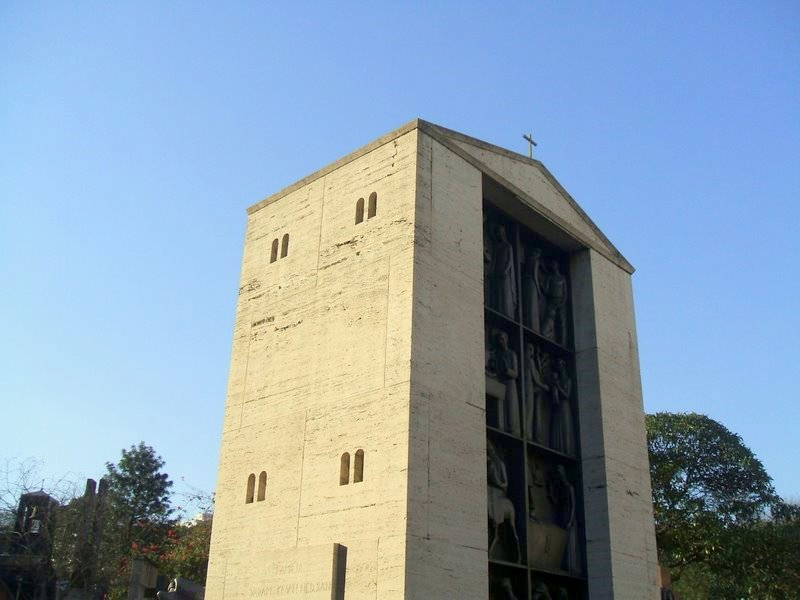
Mausoleo de la familia Varam Keutenedjian, por Galileo Emendabili.

Muchos de los escultores encargados de ejecutar las tumbas eran inmigrantes europeos, especialmente italianos, o artistas brasileños con formación europea, muy valorados por su conocimiento de técnicas y tendencias artísticas poco difundidas en el país en aquella época. Obras encargadas a Victor Brecheret, Bruno Giorgi, Luigi Brizzolara, Galileo Emendabili y Nicola Rollo, entre otros, harían del Cementerio São Paulo un importante punto de referencia para el arte sepulcral brasileño. 
Una comisión creada durante el segundo gobierno del alcalde Jânio Quadros (1986-1988) identificó 180 piezas de importancia artística en el lugar. Desde la década de 1980 se han elaborado proyectos para explotar el potencial turístico y didáctico de este y otros cementerios de la ciudad, pero con escasos resultados prácticos.

## Arte tumular

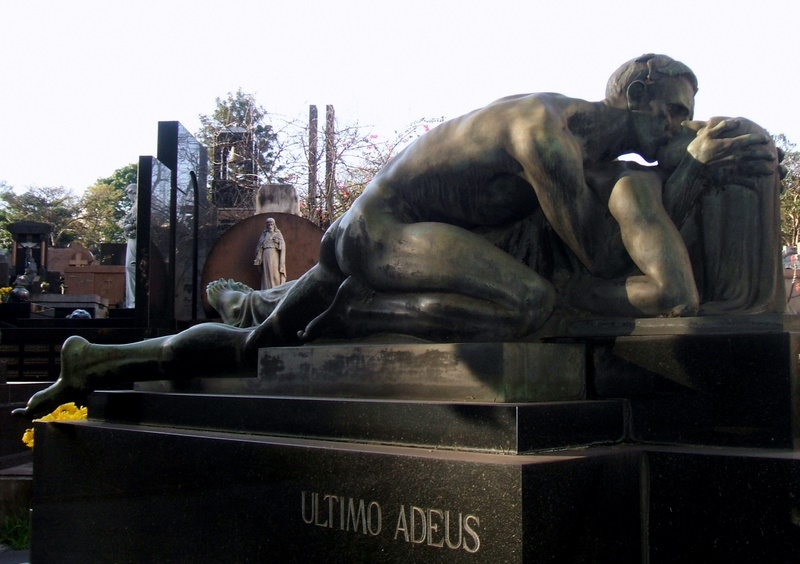
Alfredo Oliani: Último adeus (tumba de la familia Cantarella).

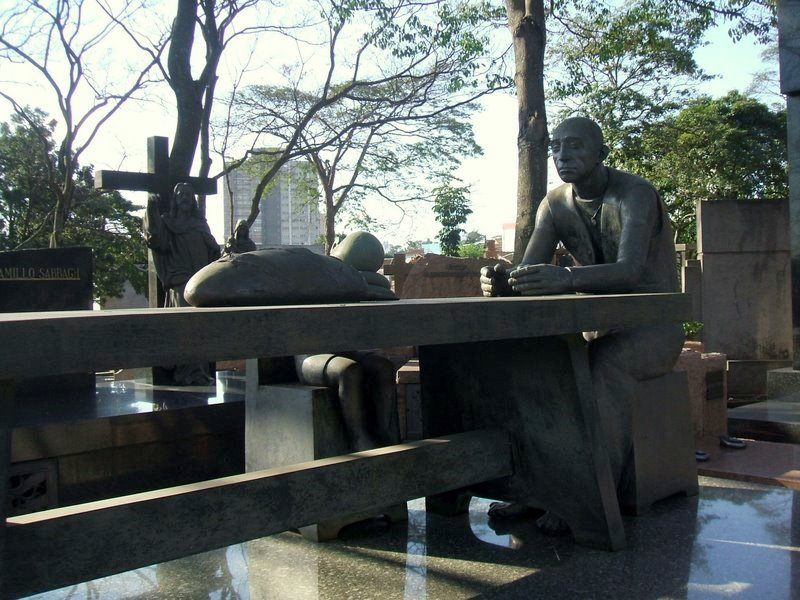
Galileo Emendabili: Tumba de la familia Forte ("tumba del pan").

Entre las últimas décadas del siglo XIX y mediados del siglo XX, los encargos de arte funerario se convirtieron en uno de los principales mercados para la escultura en el país. En el Cementerio São Paulo hay 180 obras consideradas de valor artístico, realizadas en su mayoría por artistas italianos y brasileños formados en Europa. Posterior en varias décadas al Cementerio de la Consolación, donde se concentran varias estatuas de inspiración académica y de iconografía mayormente cristiana, en el Cementerio São Paulo predominan los estilos belle époque, art nouveau y modernista, y diversas variantes eclécticas. Muchas obras funerarias llaman la atención por sus características osadas para las circunstancias de la época, mostrando desnudos, sensualidad y símbolos paganos. De Alfredo Oliani, se destaca el conjunto escultórico Último adeus, considerada una de las obras más  uma das obras mais intrigantes del arte funerario en la ciudad de São Paulo. La obra fue encomendada por Maria Cantarella ante la muerte de su marido, Antônio. Representa un hombre vigoroso y joven inclinándose sobre la esposa muerta dándole un apasionado beso de despedida. Oliani buscó cumplir el pedido de la vida, de una escultura que celebrase abiertamente su amor por su marido, reconociéndolo como vivo en su memoria y a ella misma muerta sin su compañía.

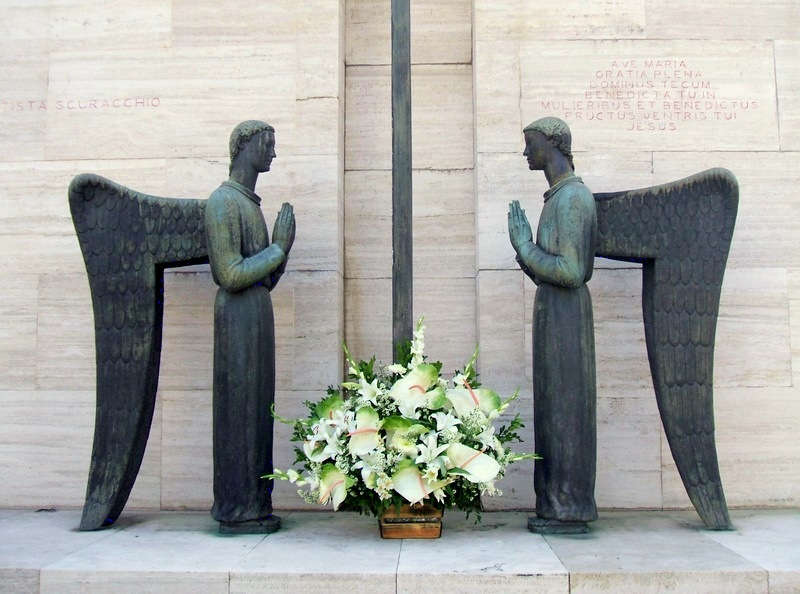
Victor Brecheret: Tumba de la familia Scuracchio.

Otra obra emblemática del cementerio es la "Tumba de la familia Forte" de Galileo Emendabili, llamado como la "Tumba del pan" (en portugués: Túmulo do pão). Es un conjunto en bronce representando una mesa con un pan en la que se sientan el viudo y el hijo junto a una silla vacía. También de Emendabili son la puerta de la capilla de la familia Antonio Cândido de Camargo y la capilla São Francisco de Assis, encomendada por las familias Ferrabino, Carraro y Salvi, entre otras obras.
Victor Brecheret, sepultado en el mismo cementerio, es autor de dos ángeles de bronce en posición de súplica con una cruz en el centro, en la tumba de la familia Scurracchio. Están también las tumbas de los combatientes de la Revolución de 1932, ejecutados por Eugenio Prati, y otras obras de Nicola Rollo, Lorenzo Petrucci, Luigi Brizzolara, Antelo Del Debbio, Giulio Starace, Armando Zago, Ottone Zorlini, entre otros.